# 京極高規
京極 高規 （きょうごく たかのり、寛永20年（1643年） - 宝永5年10月19日（1708年11月30日））は、江戸時代前期の高家旗本。丹後宮津藩主京極高国の嫡男。生母は伊達政宗の娘千菊姫。初名は高頼。通称は兵勝丸、采女、近江。官位は従四位下侍従、対馬守。

## 経歴
父が改易されなければ国持大名・宮津藩主だったはずの人物である。曽祖父は関ヶ原の戦いで大功を挙げ、徳川家康より丹後一国を与えられた京極高知である。
明暦元年（1655年）1月28日、将軍徳川家綱に御目見した。明暦3年（1657年）12月27日、従四位下近江守に叙任され、後に対馬守に改めた。
寛文6年（1666年）5月3日、父高国の改易により、伊勢津藩主藤堂高次のもとに預けられ扶助料3000俵を与えられた。延宝8年（1680年）9月2日に赦免され、以降は母方の実家の仙台藩伊達家の世話になり、飛領地であった常陸国竜崎に暮らした。父の高国は先だっての仙台藩の御家騒動「伊達騒動」の際に、親族として伊達氏の存続に尽力していた。
元禄3年（1690年）8月18日、幕府の旗本となり、蔵米2千俵を与えられ、旗本寄合席に所属した。元禄8年（1695年）12月15日、高家職に就き、18日侍従に任官された。元禄10年（1697年）7月26日、蔵米取りを改めて安房朝夷郡などで2千石を与えられた。元禄14年（1701年）に播磨国赤穂藩主浅野長矩が江戸城中で起こした傷害事件（「赤穂事件」参照）に際しその場に居合わせた。のちに浅野の刀を奪い取ったのは自分だと主張し、同じく主張する旗本梶川頼照と論争となった。のちに梶川はこの功により500石加増されたが、高規に恩賞は無い。宝永2年（1705年）7月25日辞職し、寄合に所属した。11月29日隠居し、養子高甫（実弟）に家督を譲った。
宝永5年（1708年）10月19日死去、66歳。
正妻はいない。2男1女があり、その他に養子が2人いた。実男子2人には先立たれたため、実弟2人を養子とした。末弟の高林は伊達氏の縁により伊予国宇和島藩伊達家に仕えていたが、兄高甫の相続時に5百石の分地を受け旗本となり、高甫が家督と2千500石を継いだ。